# Alunișu (gmina Brăduleț)
Alunișu – wieś w Rumunii, w okręgu Ardżesz, w gminie Brăduleț. W 2011 roku liczyła 17 mieszkańców.